# Пилеас, Костас
Костас Пилеас (греч. Κώστας Πηλέας; род. 11 декабря 1998, Ероскипу, Пафос) — кипрский футболист, защитник клуба «Пансерраикос» и национальной сборной Кипра.

## Карьера

### Начало карьеры
Воспитанник кипрского клуба «Атромитос», из которого в 2009 году перешёл в греческое отделение футбольной академии лондонского «Арсенала». Летом 2015 года футболист перебрался в английский клуб, где в скором времени стал выступать в юношеских и молодёжном чемпионатах.

### «Анортосис»
В июле 2017 года футболист покинул лондонский клуб и перешёл в кипрский «Анортосис». Дебютировал за клуб 14 октября 2017 года в матче против лимассольского клуба «Аполлон», выйдя на замену в начале второго тайма. Закрепиться в основной команде клуба у футболиста не вышло, выйдя на поле за сезон лишь в 5 матчах, результативными действиями не отличившись. Также футболист стал бронзовым призёром чемпионата.

#### Аренда в «Эрмис»
В сентябре 2018 года футболист на правах арендного соглашения присоединился к клубу «Эрмис». Дебютировал за клуб 20 октября 2018 года в матче против лимассольского «Аполлона». На протяжении сезона футболист был то игроком стартового состава, то оставался на скамейке запасных. По итогу сезона вместе с клубом занял последнее место в турнирной таблице, после чего по окончании срока действия аренды покинул клуб. 

#### Возвращение в «Анортосис»
Вернувшись в «Анортосис» на протяжении сезона оставался на скамейке запасных, не сыграв ни единого матча. Свой первый матч за клуб сыграл уже в следующем сезоне 28 ноября 2020 года в матче против «Эносиса». Однако на протяжении сезона футболист также оставался игроком скамейки запасных. Вместе с клубом стал обладателем Кубка Кипра, где в финале 15 мая 2021 года был обыгран никосийский «Олимпиакос». По окончании сезона покинул клуб.

### «Этникос» Ахна
В июне 2021 года футболист перешёл в кипрский клуб «Этникос». Дебютировал за клуб 20 сентября 2021 года в матче против своего бывшего клуба «Анортосиса», выйдя на замену на 79 минуте. Футболист вскоре смог быстро закрепиться в основной команде клуба, став основным крайним защитником. Первыми результативными действиями за клуб отличился 14 марта 2022 года в матче против клуба ПАЕЕК, оформив дубль из голевых передач. Вместе с клубом занял предпоследнее место в турнирной таблице и вылетел во Второй дивизион. Однако также вместе с клубом стал серебряным призёром Кубка Кипра, где в финале 25 мая 2022 года в серии пенальти уступил никосийской «Омонии». 

### «Арис» Лимасол
В июне 2022 года футболист перешёл в лимассольский «Арис». Новый сезон начал с квалификационных матчей Лиги конференций УЕФА, где кипрский клуб встречался с азербайджанским «Нефтчи». Дебютировал за клуб в первом квалификационном матче 21 июля 2022 года, выйдя на замену на 62 минуте. В ответной встрече футболист остался на скамейке запасных, а кипрский клуб пропустил от «Нефтчи» 3 безответных гола и остался без участия в еврокубке. Первый матч в чемпионате сыграл 2 сентября 2022 года против никосийского «Олимпиакоса», выйдя на замену на 56 минуте. Первую половину сезона футболист провёл преимущественно как игрок скамейки запасных, однако затем с января 2023 года смог закрепиться в основной команде. Первыми результативными действиями за клуб футболист отличился 18 февраля 2023 года в матче против клуба «Неа Саламина», записав в свой актив дубль из голевых передач. По итогу сезона досрочно стал победителем кипрского чемпионата.

### «Пансерраикос»
В июле 2023 года футболист перешёл в греческий клуб «Пансерраикос». Дебютировал за клуб 20 августа 2023 года в матче против пирейского «Олимпиакоса», выйдя на поле в стартовом составе. Дебютный гол за клуб забил 28 сентября 2023 года в матче против клуба ПАС.

## Международная карьера
Международную карьеру начинал с кипрских юношеских сборных до 15 и до 16 лет. В октябре 2014 года футболист вместе с юношеской сборной Кипра до 17 лет отправился на квалификационные матчи юношеского чемпионата Европы. Дебютировал за сборную 25 октября 2014 года в матче против Англии. 
Дебютный гол забил 30 октября 2014 года против сборной Северной Македонии. В 2016 году стал выступать за юношескую сборную Кипра до 19 лет. 
Дебютный матч за молодёжную сборную Кипра сыграл 1 июня 2017 года в рамках товарищеской встречи против Чехии. В молодёжной сборной футболист стал одним из ключевых игроков, несколько раз принимая участие в квалификациях молодёжного чемпионата Европы.
В июне 2023 года футболист получил вызов в национальную сборную Кипра. Дебютировал за сборную 20 июня 2023 года в матче квалификации на чемпионат Европы против сборной Норвегии, выйдя на поле в стартовом составе. Дебютный гол за сборную забил 16 ноября 2023 года в матче против сборной Испании.

## Достижения
«Анортосис»
- Обладатель Кубка Кипра: 2020/21

«Арис» Лимасол
- Чемпион Кипра: 2022/23